# Danone
Danone je francuska multinacionalna tvrtka sa sjedištem u Parizu. Tvrtka je uvrštena na Euronext na pariškoj burzi, gdje je uključena u indeks dionica CAC 40.
Tijekom godina tvrtka je razvila oko četiri područja: svježi mliječni proizvodi i proizvodi na biljnoj bazi, voda u bocama, medicinska prehrana i prehrana dojenčadi.

## Vanjske poveznice
- Danone